# Colònia d'Edina
La colònia d'Edina fou un establiment colonial americà a Libèria. Avui Edina és una ciutat al Districte 1 del comtat de Grand Bassa, Liberia. Localitzat en la porció central de la Costa Atlàntica de Libèria en la riba del nord de la boca del riu Saint John, està aproximadament a 3.5 milles (5.6 km) al nord de la capital de Grand Bassa, Buchanan. Fundada el 1832, l'alcalde actual de Edina és Etweda Cooper. La comunitat és anomenada per Edimburg, Escòcia, la qual va proporcionar suport monetari per la fundació del poblament.

## Història
Edina va ser fundat com a colònia de la Societat de Colonització Americana el1832. La colònia d'Edina fou més tard donada a les Societats de Colonització Unides de Nova York i Pennsilvània i esdevingué part de la colònia de Port-Cresson-Bassa Cove el 1837. El 22 d'octubre de 1836, es va obrir una escola i el desembre de 1837 la primera església de la colònia. Una segona església fou oberta a final de 1839 mentre els Baptistes iniciaven una missió a Edina.
Edina és llistada com un dels poblaments originals que comprenien la Commonwealth de Libèria en la constitució de 1839, la qual va ser redactada per la Societat de Colonització americana.
Edina fou el lloc de naixement del 12è President de Libèria, Joseph James Cheeseman. Un dels primers colons d'Edina fou Charles R.H. Johnson, un fill d'Elijah Johnson qui fou un dels pioners que van jugar funcions significatives en l'establiment de Libèria.

## Detalls

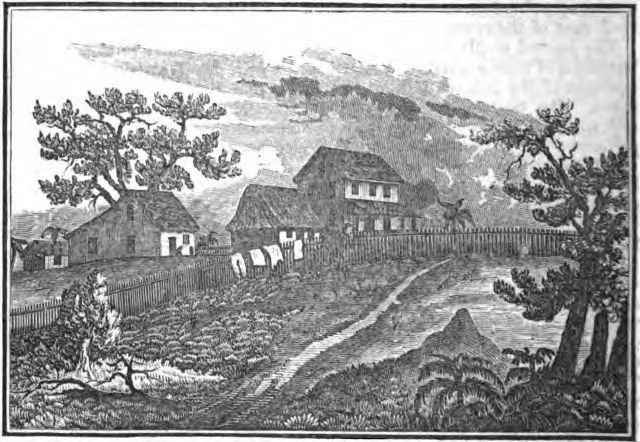
Missió Baptista vers 1840

Edina és al Districte 1 del comtar de Grand Bassa al llarg del riu Saint John. Està prop de la boca del riu, aproximadament 3.5 milles (5.6 km) al nord de Buchanan amb Paynesberry i Tuo com a comunitats més properes. Situada al llarg de la costa Atlàntica en la part central de la costa de Libèria, aproximadament 40 milles al sud de la capital de Monròvia, i habitada per molts pescadors. Està situada al nivell de la mar; l'àrea de la Gran Edina té una població de 15,628.